# Małuszów (powiat wrocławski)
Małuszów (niem. Malsen) – wieś w Polsce położona w województwie dolnośląskim, w powiecie wrocławskim, w gminie Kobierzyce.

## Podział administracyjny
W latach 1975–1998 miejscowość należała administracyjnie do województwa wrocławskiego.

## Nazwa
Według Heinricha Adamy'ego nazwa miejscowości pochodzi od polskiej nazwy zawodu "malarza". W swoim dziele o nazwach miejscowych na Śląsku wydanym w 1888 roku we Wrocławiu jako najstarszą zanotowaną nazwę miejscowości wymienia Malassow podając jej znaczenie "Malerdorf" czyli po polsku "Wieś malarzy". Niemcy zgermanizowali nazwę na Malsen w wyniku czego utraciła ona swoje pierwotne znaczenie.
W roku 1295 w kronice łacińskiej Liber fundationis episcopatus Vratislaviensis miejscowość wymieniona jest jako Malussow villa z informacją, że lokowano ją na prawie polskim locati iure polonico..